# Trifolium affine
Trifolium affine är en ärtväxtart som beskrevs av Karel Presl. Enligt Catalogue of Life ingår Trifolium affine i släktet klövrar och familjen ärtväxter, men enligt Dyntaxa är tillhörigheten istället släktet klövrar och familjen ärtväxter. Arten förekommer tillfälligt i Sverige, men reproducerar sig inte. Inga underarter finns listade i Catalogue of Life.